# Gulfotshätta
Gulfotshätta (Mycena renati) är en svampart som beskrevs av Quél. 1886. Enligt Catalogue of Life ingår Gulfotshätta i släktet Mycena,  och familjen Mycenaceae, men enligt Dyntaxa är tillhörigheten istället släktet Mycena,  och familjen Favolaschiaceae. Arten är reproducerande i Sverige. Inga underarter finns listade i Catalogue of Life.